# Gina Carano

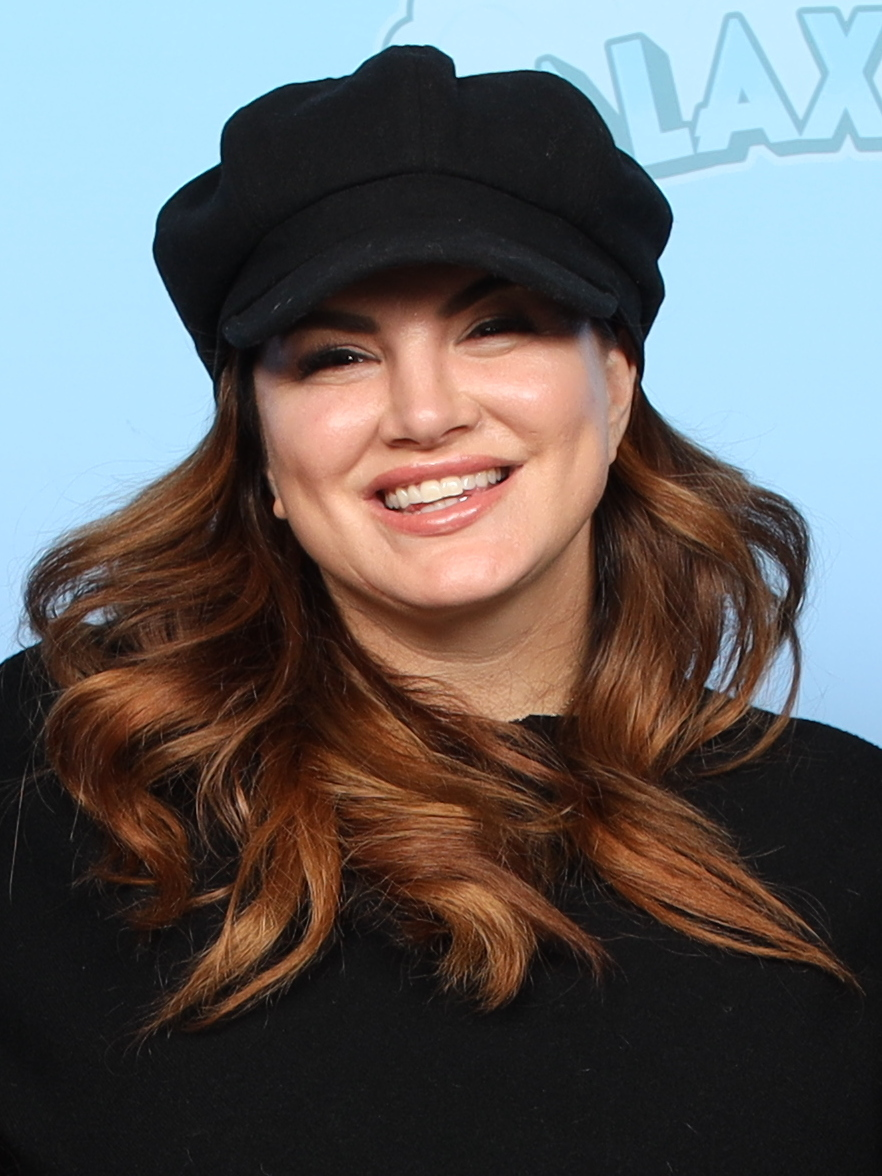
Gina Carano (2024)

Gina Joy Carano (* 16. April 1982 in Dallas, Texas) ist eine US-amerikanische Schauspielerin und ehemalige Mixed-Martial-Arts-Kämpferin.

## Leben und Karriere
Carano wurde im texanischen Dallas als Tochter des Footballspielers Glenn Carano geboren. Sie hat zwei Schwestern. An der Trinity Christian High School in Las Vegas spielte sie Basketball. Sie absolvierte ein Psychologiestudium an der University of Nevada in Reno.
Carano kam über Muay Thai zum MMA. Ihren ersten Kampf hatte sie beim Kampfveranstalter EliteXC am 10. Juni 2006 in Las Vegas. Bis im Oktober 2008 folgten weitere sechs Kämpfe, die alle siegreich endeten, bis sie im August 2009 im Hauptkampf der Strikeforce-Veranstaltung Carano vs. Cyborg zum ersten Mal unterlag. Zudem war sie als Gladiatorin Crush Teil der Neuauflage von American Gladiators. Carano trainierte bei Xtreme Couture Mixed Martial Arts.
Im Computerspiel Command & Conquer: Alarmstufe Rot 3 aus dem Jahr 2008 spielte sie die sowjetische Spezialagentin Natasha.
Ihr Schauspieldebüt gab Carano 2009 in einer Nebenrolle des Films Blood and Bone. In dem Film Haywire des Regisseurs Steven Soderbergh aus dem Jahr 2012 spielte sie ihre erste Hauptrolle. Ab Anfang August 2012 stand Carano bei den Dreharbeiten für den sechsten Teil der Reihe The Fast and the Furious vor der Kamera. In Deadpool, der Verfilmung des gleichnamigen Marvel-Comics mit Ryan Reynolds, verkörperte sie die Figur Angel Dust. Von 2019 bis 2020 verkörperte sie in der Star-Wars-Spin-Off-Serie The Mandalorian die Figur der Cara Dune, für die sie von Serienentwickler Jon Favreau ohne Vorsprechen besetzt wurde.

## Kontroversen und Rechtsstreit mit Disney
Carano teilte kritisch gefärbte Posts zum Tragen von Schutzmasken gegen COVID-19 und verbreitete ferner die zuvor von Trump gestreute Verschwörungstheorie über Wahlbetrug bei den Präsidentschaftswahlen 2020 in den USA. Einige Kritiker benutzten auf Twitter den Hashtag #FireGinaCarano (Feuert Gina Carano), um Disney zu drängen, Carano in The Mandalorian zu ersetzen. Darauf reagierten einige Nutzer mit dem Hashtag #WeLoveGinaCarano (Wir lieben Gina Carano). Carano eröffnete schließlich ein Konto auf der von unter anderem Trump-Anhängern genutzten Social-Media-Plattform Parler.
Der Hashtag #FireGinaCarano tauchte im Februar 2021 wieder auf, nachdem Carano einen Beitrag auf Instagram geteilt hatte, in dem politische Intoleranz mit der Behandlung von Juden im nationalsozialistischen Deutschland verglichen wurde. Als Antwort darauf erklärte Lucasfilm, dass Carano nicht mehr bei ihnen beschäftigt sei und nicht in zukünftigen Star-Wars-Projekten auftreten werde. Am selben Tag wurde bekannt gegeben, dass die Künstleragentur United Talent Agency Carano nicht weitervermittelt. Im Februar 2021 wurde bekannt, dass die Nachrichtenseite The Daily Wire einen Film mit Carano produzieren werde. Carano erklärte im Zuge dessen: „Ich sende eine direkte Botschaft der Hoffnung an alle, die in Angst vor Boykott durch den totalitären Mob leben. Ich habe gerade erst begonnen, meine Stimme zu erheben, die jetzt freier ist als je zuvor, und ich hoffe, sie inspiriert andere dazu, dasselbe zu tun. Sie können uns nicht boykottieren, wenn wir sie nicht lassen.“ Im Jahr 2024 verklagte Carano Disney wegen der ihrer Ansicht nach unzulässigen Kündigung im Jahr 2021. Carano fordert eine Ausgleichszahlung von 75.000 Dollar und weiteren Schadensersatz, da Lucasfilm mit seinen „böswillig falschen“ Statements ihre Aussichten auf zukünftige Engagements verschlechtert habe. Carano wird bei ihrer Klage finanziell von Elon Musk unterstützt. Disney beantragte am 9. April 2024 die Abweisung der Klage und begründete dies mit dem Verhaltensmuster und Aktivitäten Caranos in sozialen Medien. Das Unternehmen verweist auf den ersten Verfassungszusatz, der Disney das verfassungsmäßige Recht einräumt, den eigenen künstlerischen Ausdruck nicht mit Caranos Aussagen in Verbindung gebracht sehen zu wollen.

## Filmografie (Auswahl)

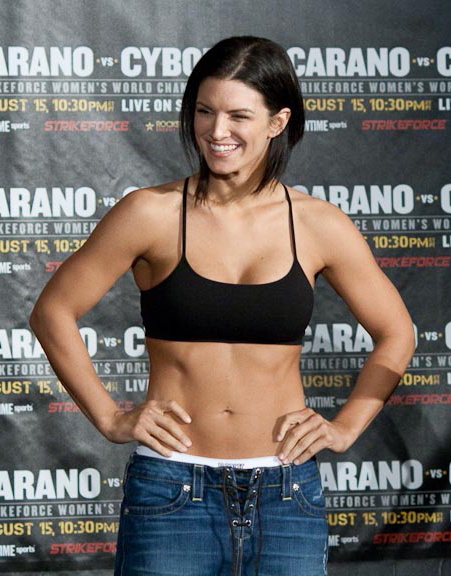
Gina Carano vor dem MMA-Kampf gegen Christiane Santos (2009)

- 2008: Command & Conquer: Alarmstufe Rot 3 (Computerspiel, als Natasha)
- 2009: Blood and Bone
- 2011: Haywire
- 2013: Fast & Furious 6
- 2013: Almost Human (Fernsehserie, Folge 1x09)
- 2014: In the Blood
- 2015: Die Entführung von Bus 657 (Heist)
- 2015: Extraction
- 2016: Deadpool
- 2016: Kickboxer: Die Vergeltung (Kickboxer: Vengeance)
- 2018: Scorched Earth
- 2019: Madness in the Method
- 2019: Daughter of the Wolf
- 2019–2020: The Mandalorian (Fernsehserie)
- 2022: Terror on the Prairie
- 2022: My Son Hunter

## MMA-Kämpfe
| Resultat   | Bilanz | Gegnerin         | Entscheidung                          | Veranstaltung                             | Datum              | Runden | Zeit | Ort                         |
| ---------- | ------ | ---------------- | ------------------------------------- | ----------------------------------------- | ------------------ | ------ | ---- | --------------------------- |
| Sieg       | 1:0    | Leiticia Pestova | KO                                    | WEF – World Extreme Fighting              | 10. Juni 2006      | 1      | 0:38 | Las Vegas, Nevada, USA      |
| Sieg       | 2:0    | Rosi Sexton      | KO                                    | WPFC 1 – World Pro Fighting Championships | 15. September 2006 | 2      | 4:55 | Las Vegas, Nevada, USA      |
| Sieg       | 3:0    | Elaina Maxwell   | nach Punkten                          | Strikeforce: Triple Threat                | 8. Dezember 2006   | 3      | 2:00 | San José, Kalifornien, USA  |
| Sieg       | 4:0    | Julie Kedzie     | nach Punkten                          | EliteXC: Destiny                          | 10. Februar 2007   | 3      | 3:00 | Southaven, Mississippi, USA |
| Sieg       | 5:0    | Tonya Evinger    | Aufgabe                               | EliteXC: Uprising                         | 15. September 2007 | 1      | 2:53 | Honolulu, Hawaii, USA       |
| Sieg       | 6:0    | Kaitlin Young    | Technischer KO (Arztentscheid)        | EliteXC: Primetime                        | 31. Mai 2008       | 2      | 3:00 | Newark, New Jersey, USA     |
| Sieg       | 7:0    | Kelly Kobold     | nach Punkten                          | EliteXC: Heat                             | 4. Oktober 2008    | 3      | 3:00 | Sunrise, Florida, USA       |
| Niederlage | 7:1    | Cristiane Santos | Technischer KO (Ringrichterentscheid) | Strikeforce: Carano vs. Cyborg            | 15. August 2009    | 1      | 4:59 | San José, Kalifornien, USA  |